# كريل بهي
كريل بهي (الاسم العلمي: Euphausia eximia) هو نوع من المفصليات يتبع جنس الكريل من الفصيلة الكريلية.